# Clean Your Clock
Albums de Motörhead
Bad Magic
(2015) Under Cöver
(2017)
Clean Your Clock est le dernier album live du groupe de heavy metal Motörhead, enregistré en public à Munich les 20 et 21 novembre 2015. Il est sorti le 10 juin 2016, soit six mois après la mort du bassiste et chanteur Lemmy Kilmister et la dissolution du groupe. Cet album est disponible en vinyle, en CD et en DVD. C'est aussi l'un des rares albums du groupe où le masque appartenant au logo du groupe ne figure pas sur la pochette, en l'occurrence celle-ci nous montre la tête d'un Lemmy émacié.

## Composition du groupe
- Lemmy Kilmister : chants et basse ;
- Phil Campbell : guitare ;
- Mikkey Dee : batterie.